# Buffalo Grove
Buffalo Grove é uma aldeia localizada no estado americano de Illinois, no Condado de Cook e Condado de Lake. Foi fundada em século XIX.

## Demografia
Segundo o censo americano de 2000, a sua população era de 42.909 habitantes.
Em 2006, foi estimada uma população de 43.231, um aumento de 322 (0.8%).

## Geografia
De acordo com o United States Census Bureau tem uma área de 23,9 km², dos quais 23,8 km² cobertos por terra e 0,1 km² cobertos por água.

## Localidades na vizinhança
O diagrama seguinte representa as localidades num raio de 8 km ao redor de Buffalo Grove. 